# Paratetida
Ocean Paratetida, morje Paratetida ali samo Paratetida je bilo veliko plitvo morje, ki je segalo od regije severno od Alp preko srednje Evrope do Aralskega jezera v Srednji Aziji. Morje je nastalo med fazo oxfordian v pozni juri kot podaljšek razkola, ki je oblikoval centralno Atlantski ocean in je bil izoliran v oligocenski dobi (po pred 34 milijoni let).  Bil je ločen od oceana Tetida do na jugu z nastankom Alp, Karpatov, Dinaridov, gorovja Taurus in Elbrus. V svojem dolgem obstoju je bil ocean Paratetida na trenutke ponovno povezan s Tetido ali njenimi nasledniki, Sredozemskim morjem in Indijskim oceanom. Od pliocenske dobe dalje (po pred 5 milijoni let) je Paratetida postala postopoma plitvejša. Današnje Črno morje, Kaspijsko jezero, Aralsko jezero in Urmijsko jezero so ostanki morja Paratetida.

## Ime in razskave
Ime Paratetida je prvič uporabil V.D. Laskarev leta 1924.  Definicija Laskareva je vključevala le fosile in sedimentne plasti iz morja sistema neogen. Ta definicija je bila kasneje prilagojena tako, da je vključevala tudi serijo iz oligocena. Obstoj ločenega vodnega telesa v teh obdobjih je bilo razbrati iz fosilnih živalskih vrst (kar je najpomembneje iz mehkužcev, rib in  dvoklopnikov). V obdobju, v katerem so bili Paratetida ali njeni deli ločeni drug od drugega ali drugih oceanov, so se razvile ločene živalske vrste, ki se nahajajo v sedimentnih kamninah. Na ta način se lahko proučuje paleogeografični razvoj Paratetida.
Sedimentne plasti iz Paratetide je težko povezati s tistimi iz drugih oceanov in morij, saj je bil na trenutke popolnoma ločen od njih. Stratigrafi iz Paratetide imajo zato svoje nize stratigrafskih stopenj, ki se še vedno uporabljajo kot alternativa za uradna geološka časovna obdobja po ICS ( International Commission on Stratigraphy).

## Paleogeografski razvoj
Paratetida se je razširila čez veliko območje Srednje Evrope in zahodne Azije. Na zahodu je obsegal v nekaterih stopnjah kotlino Molasse severno od Alp; nadalje vzhodno Dunajsko kotlino in Panonsko kotlino; kotlino sedanjega Črnega morja; od tam pa se je razširilo proti vzhodu do trenutnega položaja Aralskega jezera.
V času jure in krede je bil ta del Evrazije zajet v plitva morja, ki so tvorila severno rob oceana Tetida. Vendar pa je zaradi dejstva, da je bila Anatolija južna meja za Paleotetido, je del prvotne Kimerije, morda zadnji ostanek oceana Paleotetida bila oceanska skorja pod Črnim morjem. Ocean Tetida je nastal med Lavrazijo in Gondvano, ko je supercelina Pangea razpadla v času triasa (pred 200 milijoni let).
Za mejo med eocenom in oligocenom je značilen velik padec svetovnega morja (znižanje morske gladine) in nenadno strmo ohlajanje svetovnega podnebja. Ob istem času je začela nastajati Alpidska orogeneza, tektonska faza, s katero so se oblikovale Alpe, Karpati, Dinaridi, Taurus, Elbrus in številne druge gorske verige ob južnem robu Evrazije. Kombinacija znižanja morske gladine in tektonski dvig je povzročila veliko regresijo morja in nastala je ovira med Tetido in Paratetido. Povezava z Arktičnim oceanom (v Turgajsko ali Zahodnosibirsko morje), Severnomorsko kotlino in Atlantskim oceanom (v obliki ožine severno od Karpatov) je bila prav tako zaprta v zgodnjem oligocenu.  Vendar pa je možna povezava z sotesko Rhône (in Sredozemljem) in Hessensko ožino (ki je povezovala kotlino Molasse s kotlino Severnega morja) še vedno ostala odprta.
V zgodnjem miocenu (pred približno 20 milijoni let) je nastala faza morske transgresije. V tem obdobju je bil ocean Paratetida spet dobro povezan s Sredozemljem. Ta trend se je obrnil pol poti v miocenu in deli Paratetide so bili pogosto ločeni drug od drugega. Ko je Sredozemlje postalo suho v času Messinske slanostne krize (pred približno 6 milijonov let), je bila faza, ko je voda Paratetide tekla v suho sredozemsko kotlino. V epohi pliocena (pred 5,33 do 2,58 milijona let) je bil nekdanji ocean Paratetida razdeljen v nekaj celinskih morij, ki so bila na trenutke povsem ločena drug od drugega. Primer je bilo Panonsko morje, brakično morje v Panonski kotlini. Mnoga od teh so izginila pred začetkom pleistocena. Trenutno je od nekoč velikega celinskega morja ostalo samo še Črno morje, Kaspijsko in Aralsko jezero.